# Gavin Harrison
Gavin Richard Harrison, född 28 maj 1963 i Harrow i London, är en brittisk trummis som är mest känd för att spela i det brittiska progressive rockbandet Porcupine Tree som han blev medlem i under 2002. Sedan 2008 spelar han också trummor i King Crimson där han blev den första nya brittiska medlemmen sedan 1972.
1983 gick Harrison med i det brittiska bandet Renaissance där han tog över efter Peter Baron.
Harrison har gett ut två instruktionsböcker och två instruktionsfilmer: Rhythmic Designs, Rhythmic Illusions och Rhythmic Perspectives, samt Rhythmic Visions och Rhythmic Horizons. De två DVD-filmerna spelade han in själv i sin lägenhet. Han har även gett ut tre CD-skivor: Circles, Drop och Sanity & Gravity.
Gavin Harrison vann Modern Drummer magazines läsaromröstning som bästa "progressive drummer" 4 år i rad mellan 2007 och 2010 och blev 2010 även framröstad som den tredje bästa trummisen de senaste 25 åren av läsarna av brittiska Rhythm Magazine efter Slipknots Joey Jordison och Dream Theater/Transatlantics Mike Portnoy.

## Utrustning
- Sonor SQ2 Maple Trummor & Zildjian Cymbaler:
- Trummor Sonor: SQ2 i USA (Golden Madrone finish) och SQ2 i Europa (Tribal finish).
  - 8x7" Hängpuka
  - 10x8" Hängpuka
  - 12x9" Hängpuka
  - 15x13" Golvpuka
  - 16x14" Golvpuka
  - 22x17" Bastrumma
  - 14x5" 6 lagers björkvirvel
  - 12x5" 6 lagers lönnvirvel

- Cymbaler - Zildjian
  - 22" Swish Knockers without rivets
  - 16" Oriental China Trash
  - 5 Custom-Made Chimes
  - 13" K Hi-Hats
  - 18" K Crash
  - 7" custom crash bell
  - 9" custom crash bell
  - 15" A Custom Crash
  - 20" K Ride
  - 18" A Custom Crash
  - 12" Oriental China Trash
  - 18" Z Custom China

Alla cymbaler är listade i den ordning de förekommer från vänster till höger på Harrisons trumset. De fem custom chimes är tillverkade av honom själv av begagnade crashcymbaler.